# Русак Олександр Олегович
Олекса́ндр Оле́гович Руса́́к (7 жовтня 1990 — 23 серпня 2014) — солдат патрульної служби міліції особливого призначення батальйону «Азов», учасник російсько-української війни.

## Життєвий шлях
Народився 1990 року в місті Дніпро. Навчався у дніпровській школі № 80, по тому здобував диплом юриста в дніпровському виші. З дитинства вирізнявся почуттям справедливості та любов'ю до своєї країни. Активний учасник руху вболівальників-«фанатів» футбольного клубу «Дніпро», відомий за призвіськом «Дєрзкий», взяв собі як псевдо.
Брав участь у подіях Революції Гідності. В часі війни — міліціонер, батальйон патрульної служби міліції особливого призначення «Азов». Батьків про своє рішення повідомив телефоном — батьки бачили його присягу в телеетері.
Увечері 23 серпня 2014-го одна з розвідувальних груп «Азова», діючи в околицях Іловайська, потрапила у засідку та була обстріляна з гранатомета. Олександр Русак загинув, зазнали поранень «Безумний», «Гюрза» та «Золотий». Незважаючи на втрати, бійці «Азова» у бою повністю ліквідували терористів.
Похований у місті Дніпропетровськ. Без Олександра лишились мама Лариса Андріївна і батько Олег Русаки.
Його батько Олег Русак також загинув на війні 20 червня 2022 року.

## Вшанування
- По його смерті фанати в Дніпропетровську встановили банери, присвячені пам'яті Олександра.
- 31 серпня 2014-го, перед початком матчу Прем'єр-ліги між ФК «Дніпро» та ФК «Ворскла», уболівальники та футболісти вшанували пам'ять Олександра хвилиною мовчання, гравці «Дніпра» на передматчеве шикування вийшли в чорних футболках з його портретом.
- у дніпровській школі № 80 та 53[джерело?] відкрито меморіальну дошку Олександру Русаку.[2]
- Його портрет розміщений на меморіалі «Стіна пам'яті полеглих за Україну» в Києві: секція 3, ряд 7, місце 6
- Вшановується 23 серпня на щоденному ранковому церемоніалі вшанування українських захисників, які загинули цього дня в різні роки внаслідок російської збройної агресії[3]
- «Іловайський Хрест» (посмертно)